# Автономна теорія популяції
Автономна теорія популяції або АТП (англ. Autonomous agency theory, AAT) — є теорією життєздатних систем, що моделює автономні соціальні складні адаптивні системи, вона може бути використана для моделювання відносин між популяцією (агентом) і його оточенням. У найзагальніших рисах, агент являє собою істоту зі здатністю діяти, і «агентства» означає здійснення або прояв цієї здатності. Характер цієї взаємодії може визначатися як зовнішніми, так і внутрішніми обмеженнями агенції. Внутрішні атрибути можуть охоплювати іманентні динамічні «Я» процеси, які керують зміною агентства.

## Історія
Стаффорд Бір ввів термін життєздатної системи в 1950-х роках, і розвинув її у своїй теорії управління в кібернетиці. У цьому він сформулював свою модель життєздатної системи, яка була розроблена як діагностичний інструмент для організаційних патологій (умови соціального нездоров'я). Ця модель містить систему, пов'язану з операціями і їх безпосереднім керівництвом, а також систему-мети, яка «спостерігає» за системою і контролює її. Робота Біра належить до концепції Матурани в аутопоезисі (Maturana's concept of autopoiesis), що пояснює, чому живі системи насправді живуть. Однак, Бір не використав цю концепцію у своєму процесі моделювання.
У 1980-ті роки Ерік Шварц розробив альтернативну модель від принципів складності науки. Вона не тільки має (в собі) ідеї аутопоезису (самовиробництва), але й автогенез (самостворення), який відповідає на припущення, що живі системи також повинні навчитися зберігати свою життєздатність. Власне виробництво і самостворення це мережеві процеси, які з'єднують операційну структуру популяції, з якої виникає поведінка, що спостерігається як реляційні метасистеми, це саме по собі спостерігали «екзистенціальної» метаметасистеми. Теорія Шварца (VST) являє собою іншу парадигму від теорії Біра.
АТП — це розроблена Шварцом парадигма шляхом підвищення попиту, що встановлюють його в контексті знань.

## Розробка
АІТ є головним моделювальним підходом, який має здатність передбачати майбутню поведінку. Таке очікування відбувається тому, що поведінка популяції як живої системи «структурна визначеність», де структура популяції несе відповідальність за передбачення. Це як передбачати поведінку тигра або жирафа, коли річ заходить про їжу. Тигр має структуру, яка дозволяє йому бути швидким, мати силу і гострі ікла, щоб убити, але жираф має структуру, яка дозволяє йому діставати їжу в високих місцях таким чином, тигр не може повторити структуру жирафа. Навіть якщо у жирафа є швидкість, щоб переслідувати здобич, він не має ресурсів, щоб убити та з'їсти її. Агентство загальної структури являє собою підструктури й визначається трьома системами, які в загальних рисах, іменуються:
- екзистенціальними (зразок тематичної значущості, що є наслідком досвіду);
- ноуменальними (представляє природу феноменального ефекту суб'єктивно через концептуальні відносини)
- феноменальними (збереження моделі контексту, пов'язаних структурної значущості, пов'язаної з дією, і складаючи походження досвіду).

Ці загальні системи онтологічно різні; їх природа визначається контекстом, в якому існує популяція. Підструктура також підтримує надбудову, яка формується по пропозиціональній теорії контексту. Надструктурна теорія може містити атрибути колективної ідентичності, пізнання, емоції, особистість; цілі і наміри; Автореференція, самосвідомість, самоаналіз, саморегуляція і самоорганізація. У субструктурній системи з'єднані в аутопоетичних і аутогенетичних мережевих процесах, як показано на мал. 1 нижче.

Термінологія спрощується, коли до екзистенціальної системи додається культура, і визначається, що концепція Піаже оперативної розвідки еквівалентна автопоезису, і його образотворчий інтелект в автогенез. Ноуменальна система тепер стає системою особистості й автономна теорія агенції тепер стає культурною теорією агенції (CAT). Це, як правило, використовується для моделювання множини ситуацій, подібних організацій або нації держав, коли його система особистості приймається мати нормативні характеристики (див. також Нормативна особистість), який, рухомий культурними нормами, як показано на малюнку 2. Це подальший розвиток в агенції теорії менталітету.

Термінологія спрощується, коли екзистенціальна система використовує підхід культурної системи. Тепер система стає системою особистості і автономна теорія популяції тепер стає культурною теорією агенції (CAT). Це, як правило, використовується для моделювання множини ситуацій, подібних організацій або нації держави, коли його система особистості приймається мати нормативні характеристики (див. також Нормативна особистість), який, керуються культурними нормами, як показано на малюнку 2. Це подальший розвиток в агенції теорії менталітету дозволяє поведінку агенції

## Культурна теорія популяції
Теорія культури популяції (CAT) як розвиток АІТ. Він в основному використовується для моделювання організаційних контекстів, які мають принаймні потенційно стійкі культури. Екзистенціальна система АІТ стає культурною системою, образна система стала нормативною особистістю, а оперативна система в цей час являє собою організаційну структуру, яка полегшує і обмежує поведінку.
Культурна система може розглядатися як (другий порядок) роль «спостерігача» інструментальної пари, яка відбувається між нормативною особистістю і оперативною системою. Функціями цієї пари є проявити фігуративні атрибути особистості, як цілі або ідеології, отже, впливати на поведінку. Ця інструментальна природа відбувається через «Feedforward» процеси, такі, що атрибути особистості можуть бути оброблені для оперативної дії. Там, де є проблеми, процеси зворотного зв'язку створюють методи для регулювання. Це схоже на мету, і знаходячи, що воно не може бути реалізоване, тим самим переглянути цілі. Ця інструментальна пара може також розглядатися з точки зору операційної системи і її першого порядку «спостерігача» системи, нормативна особистість. Таким чином, в той час, як особистість першого порядку «спостерігач» оперативної системи CAT, це в кінцевому підсумку спрямоване на його культурну систему другого порядку «спостерігача».

## Вищі порядки автономії популяції
Модель життєздатної системи Стаффорда Біра є добре відома діагностична модель, яка виходить з його кібернетичним управлінням парадигми. У зв'язку з цим ідея першого порядку і кібернетики другого порядку. Кібернетика займається попередженням процесів зворотного зв'язку і кібернетики першого порядку між системою та її оточенням. Кібернетика моделі другого порядку стосується відносин між системою та її внутрішньої системою-мети (що деякі називають «спостерігачем» системи). Фон Ферстер назвав кібернетику другого порядку, як «Кібернетика кібернетик». У той час як спроба дослідити вищі порядки кібернетики була зроблена, ніякого розвитку в загальній теорії вищих порядків кібернетики не вийшло з цієї парадигми. На противагу цьому, розширюючи принципи автономної агентської теорії, загальна модель була розроблена для генерації вищих кібернетичних замовлень, розроблених з використанням поняття рекурсії та вторгненні відповідно до пропозиції Дюбуа. Модель відображає, наприклад, процеси створення знань для спільного навчання і символічної теорії конвергенції. Цей порядок теорія кібернетики пов'язує з «кібернетикою кібернетик», присвоївши її другому порядку кібернетичної концепції логічних висновків, які можуть виникнути в результаті будь-якої вищої кібернетики порядку, які можуть існувати, якщо неусвідомлені. Мережа процесів в цьому загальному уявленні вищих порядків кібернетики виражається в термінах порядків аутопоезиса, так що, наприклад, автогенез може розглядатися як другий порядок аутопоезиса.